# صدق وعده (مسلسل)
(صدق وعده) مسلسل تاريخي اجتماعي يتناول السيرة النبوية بأسلوب جديد مشوق فيرصد قصة حب افتراضية جرت مع بزوغ فجر الإسلام بينما خلفية الأحداث هي السيرة النبوية بحيث تنطلق مجرياته قبل ظهور الإسلام وتمتد إلى ما بعد ظهوره واضطهاد أتباعه والهجرة إلى المدينة.
تدور أحداث المسلسل في فترة أواخر الجاهلية وصدر الإسلام، في مكة المكرمة ونجد ونجران والمدينة واليمن ومدائن العراق. حيث تنشأ قصة حب بين الأعرابي الشاب (تيم) خالد النبوي، وجارية الحانة (عناق) ريم علي، وتضفي الأحداث الاقتصادية والاجتماعية وما كان سائدا في مكة من معتقدات وأساطير، على أحداث المسلسل، العامل المشوق الأكبر.
أما الأحداث الدينية وظهور الإسلام، فهي تأتي كخلفية للعمل، حيث يغطي العمل فترة 13 عاما منذ بعثة النبي محمد (عليه الصلاة والسلام) وحتى الهجرة للمدينة المنورة حيث يلتقي البطلان بالنهاية.

## الممثلون
| - خالد النبوي: تيم. - أيمن زيدان: أبو جهل. - ريم علي: عناق. - سوسن بدر: أم جميل. - عبد الرحمن أبو زهرة: أبو لهب. - محمد وفيق: الوليد بن المغيرة. - نجاح سفكوني: والد تيم. - نادية عودة: هند بنت عتبة. - جهاد سعد: أبو سفيان. - خليل مرسي: مكسيم الحبشي. | - نسرين الحكيم: مريام أبنة مكسيم. - أشرف عبد الغفور: أبو طالب. - إبراهيم يسري: عثمان بن مظعون. - جلال شموط: سمعان صاحب الحانة. - مكسيم خليل: ذئيب أبن خالة عناق. - فادي صبيح:عامر بن ربيعة - إياد أبو الشامات:صفوان بن عسال - عامر علي: عكرمة بن أبي جهل - علي كريم:ثعلبة والد عناق - سعيد صديق: بحر صديق عناق | - مدحت مرسي: عتبة بن ربيعة - ناصر سيف: الأرقم بن أبي الأرقم - سناء يوسف:عاتكة زوجة تيم - بهاء ثروت:جابر زوجة مريام - حسناء سيف الدين: فاطمة بنت الخطاب - فاديا عزام: سارة جارية أم جميل - محمد جمعة:مهجع - عروة العربي:عبد الله بن مسعود - جمال شقير: أبو حذيفة بن عتبة - حسين عباس | - رغد مخلوف - علا بدر: ليلى بنت أبي حثمة - معتصم النهار:مازن الصياد - مروان أبو شاهين:أبو ذر الغفاري - محمد قنوع:وزير باذان - علاء الزعبي:داذويه - هشام كفارنة:باذان - عمار الحاج أحمد: سعيد بن زيد - غسان عزب: أبو لبابة الأنصاري - مصطفى أبو هنود:أنيس بن جنادة الغفاري |

ضيوف الشرف
- عبد الرحمن آل رشي: مرداس
- عمر حجو: عثمان بن حويرث
- أحمد حلاوة: شمويل اليهودي بيثرب
- نشوى مصطفى: خادمة هند بنت عتبة
- فيلدا سمور: أم عناق.
- جميل عواد: الخطاب بن نفيل - ضيف شرف
- جواد الشكرجي: زيد بن عمرو بن نفيل - ضيف شرف
- عبد الحكيم قطيفان: عمرو بن جفنة - ضيف شرف
- شارك في التمثيل: فاتن شاهين - طارق سلامة - سوزان سكاف - حسام سكاف: عمار بن ياسر - خالد نجم - بسام دكاك - فؤاد وكيل - بسام داوود:سلمة بن هشام - سليمان قطان - صبحي الرفاعي - عدنان عبد الجليل - أنس فيومي - حسان الحسكي - وسيم مجيد: صهيب بن سنان- عمار عكة - طارق زعتر - إبراهيم منعم - أمية خطاب - طالب عزيزي: الأسود العنسي - محمد الجمل - موسى الملا - ليلى بقدونس - إبراهيم عيسى - لؤي بيرقدار - علاء ديار بكرلي - سهيل حداد - إبراهيم مسالمة - فاديا حرفوش - جمال نصار - أكرم التلاوي - نبيل مريش - عبد القادر المنلا - وسيم قزق - بشرى بشير - مرشد ضرغام - ياسر عبد اللطيف:أصحمة النجاشي - حسن إسرب - فاروق الشامي - زياد شربك - عليا عمرايا - جوان الخضر - حيدر فارس - أحمد مللي - أنس صالحة - أميرة خطاب - عبد الله شيخ خميس - زيد الظريف